# Пресс-конференция

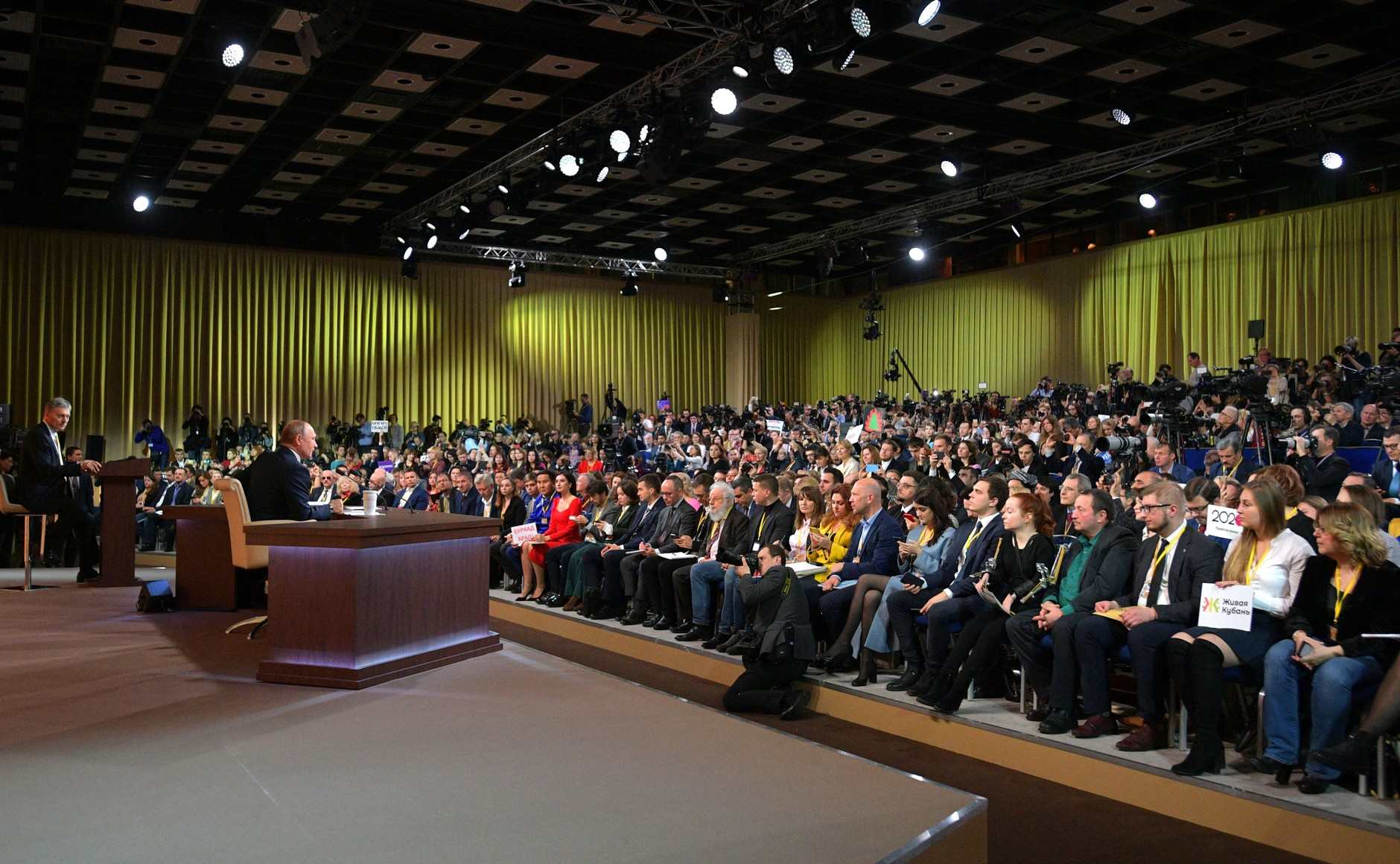
Большая пресс-конференция Президента России Владимира Путина (19 декабря 2019 г.)

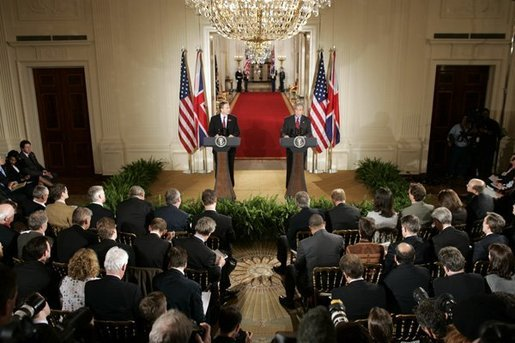
Совместная пресс-конференция президента США Джорджа Буша и премьер-министра Великобритании Тони Блэра в Белом доме (12 ноября 2004 г.)

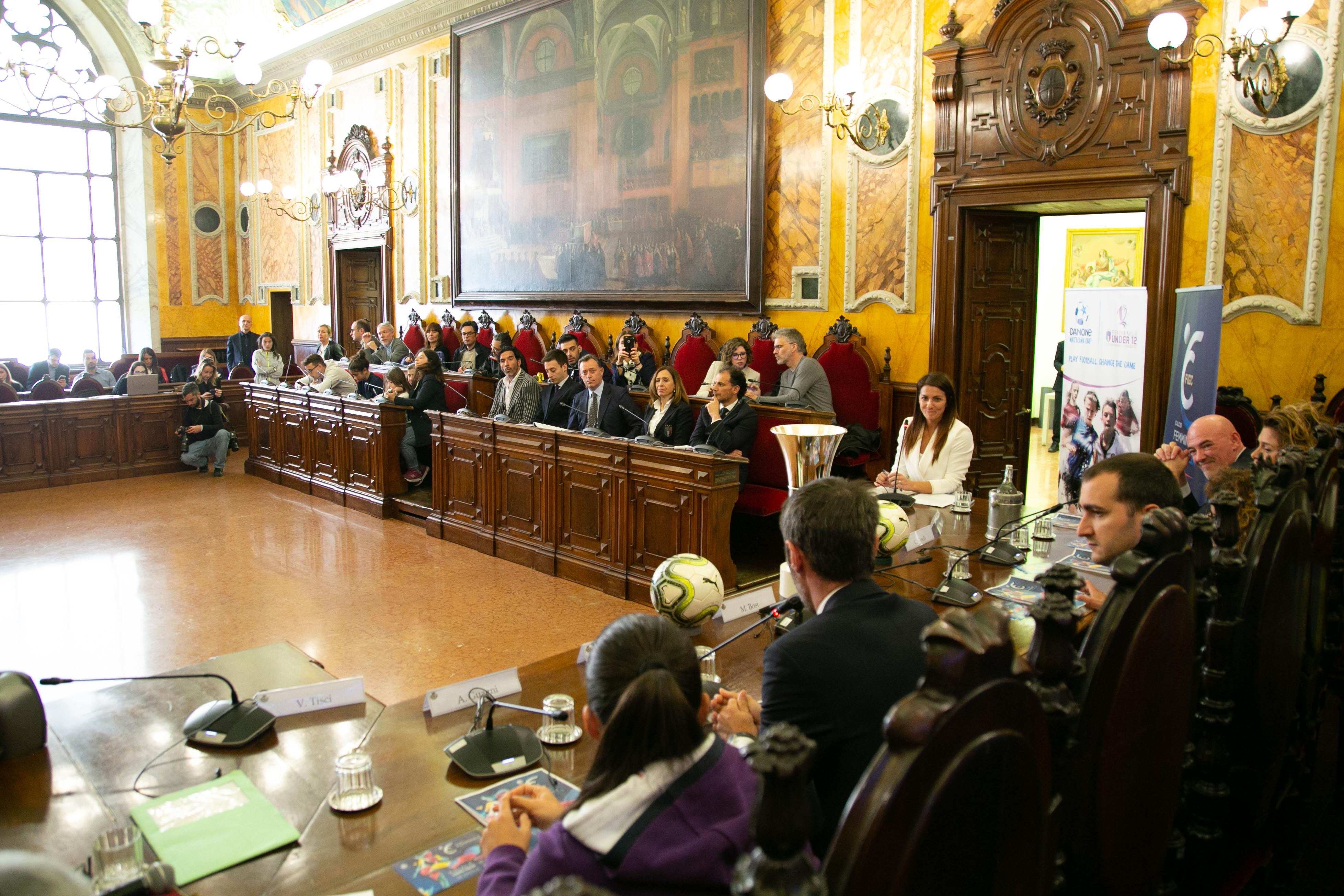
Пресс-конференция финал кубка Италии среди женщин (18 апреля 2019 г.)

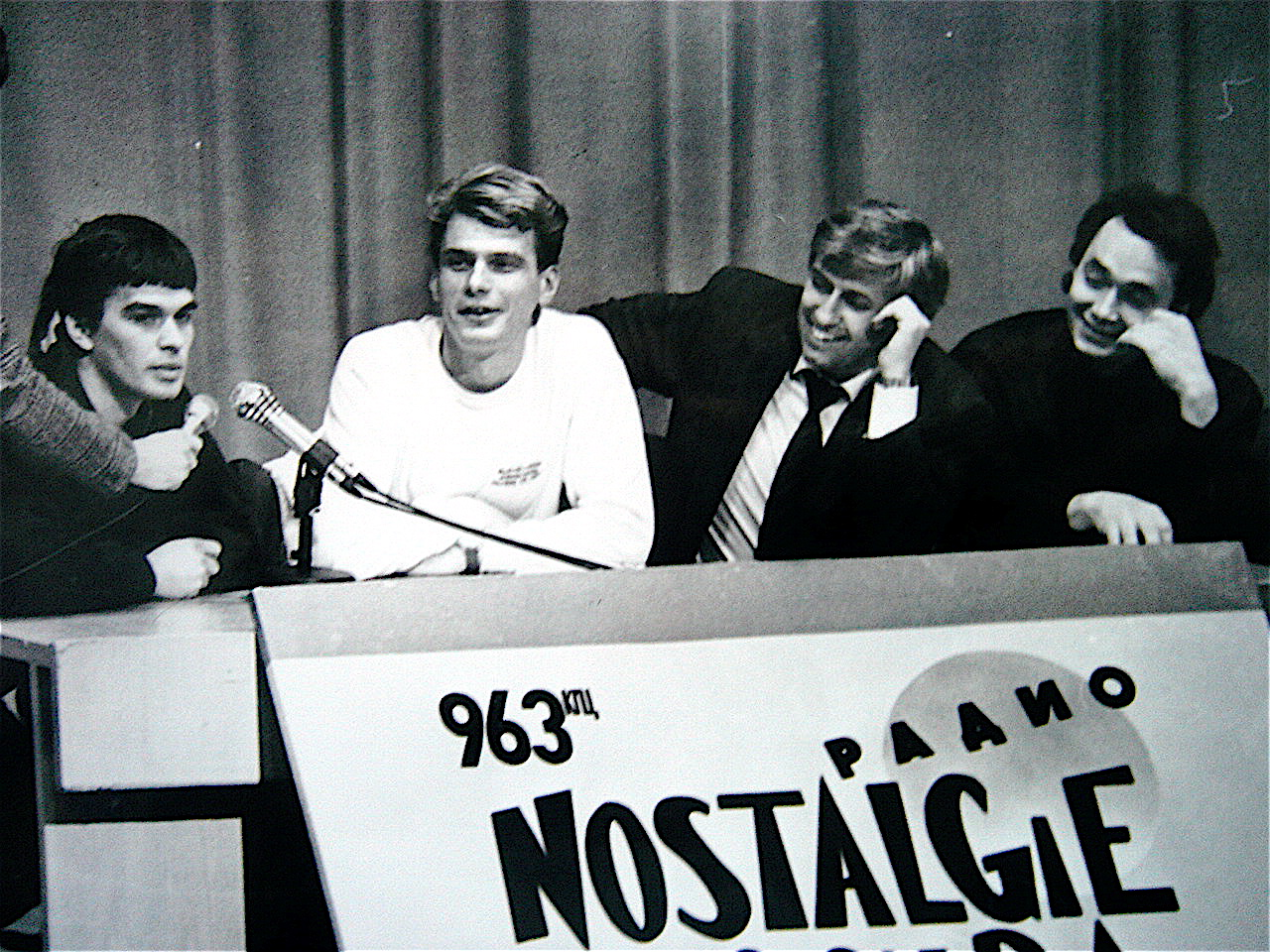
Музыканты группы «Кино», журналист Е. Додолев и продюсер Ю. Айзеншпис на пресс-конференции, посвящённой релизу Чёрного альбома в МДМ (Москва, 12 января 1991 г.)

Пресс-конференция — мероприятие для СМИ, проводимое в случаях, когда есть общественно значимая новость или любой другой повод, и организация или отдельная личность, непосредственно связанные с этой новостью или поводом, желают дать свои комментарии по этому вопросу.
Один из способов работы со средствами массовой информации в ходе продвижения, а также обычная форма политической коммуникации. Это заранее подготовленное коллективное интервью, мероприятие с некоторым количеством журналистов и одним или несколькими известными лицами, базирующееся на определённом поводе или для ответов на вопросы. От иных форм взаимодействия отличается важностью инфоповода для всех сторон. В случае если пресс-конференция проводится с целью анализов факторов события, то переходит в аналитико-публицистический жанр. Легко сочетается с другими медиа-событиями, например с презентацией, пресс-показом. Пресс-конференция начинается с создания пресс-релиза и направления его в СМИ, после чего определяется состав участников, выбор модератора и места проведения, аккредитация выбранных журналистов, далее встреча участников, вручение пресс-пакетов, после мероприятия оформление и направление пост-релизов.
Как правило пресс-конференция проводится при наличии актуальной новости, остро интересующей как общественность, так и масс-медиа.
Примеры информационных поводов для проведения:
- потребность передачи важной информации большому количеству людей по неординарному событию;
- потребность сообщить разъяснения по вызвавшему озабоченность общества спорному вопросу;
- предоставление равной возможности всем журналистам получить разъяснения у руководителя или ответственного лица одновременно;
- потребность сообщения информации о новом продукте, услуге, инициативе, достижениях;
- приезд популярного человека и возможность взять интервью;
- потребность выяснения подробностей при наступлении форс-мажорных обстоятельств[2][4][5].

В настоящее время организация и проведение пресс-конференций стандартная процедура в государственных, правоохранительных и бизнес-структурах.